# Brachymastax afghanus
Brachymastax afghanus är en insektsart som beskrevs av Willy Adolf Theodor Ramme 1939. Brachymastax afghanus ingår i släktet Brachymastax och familjen Eumastacidae. Inga underarter finns listade i Catalogue of Life.